# Elgin (Zuid-Afrika)
Elgin (Nederlands, verouderd: Koffiekraal) is een clustering van dorpjes in de Zuid-Afrikaanse provincie West-Kaap. Elgin behoort tot de gemeente Theewaterskloof dat onderdeel van het district Overberg is.